# Машина управління вогнем артилерії

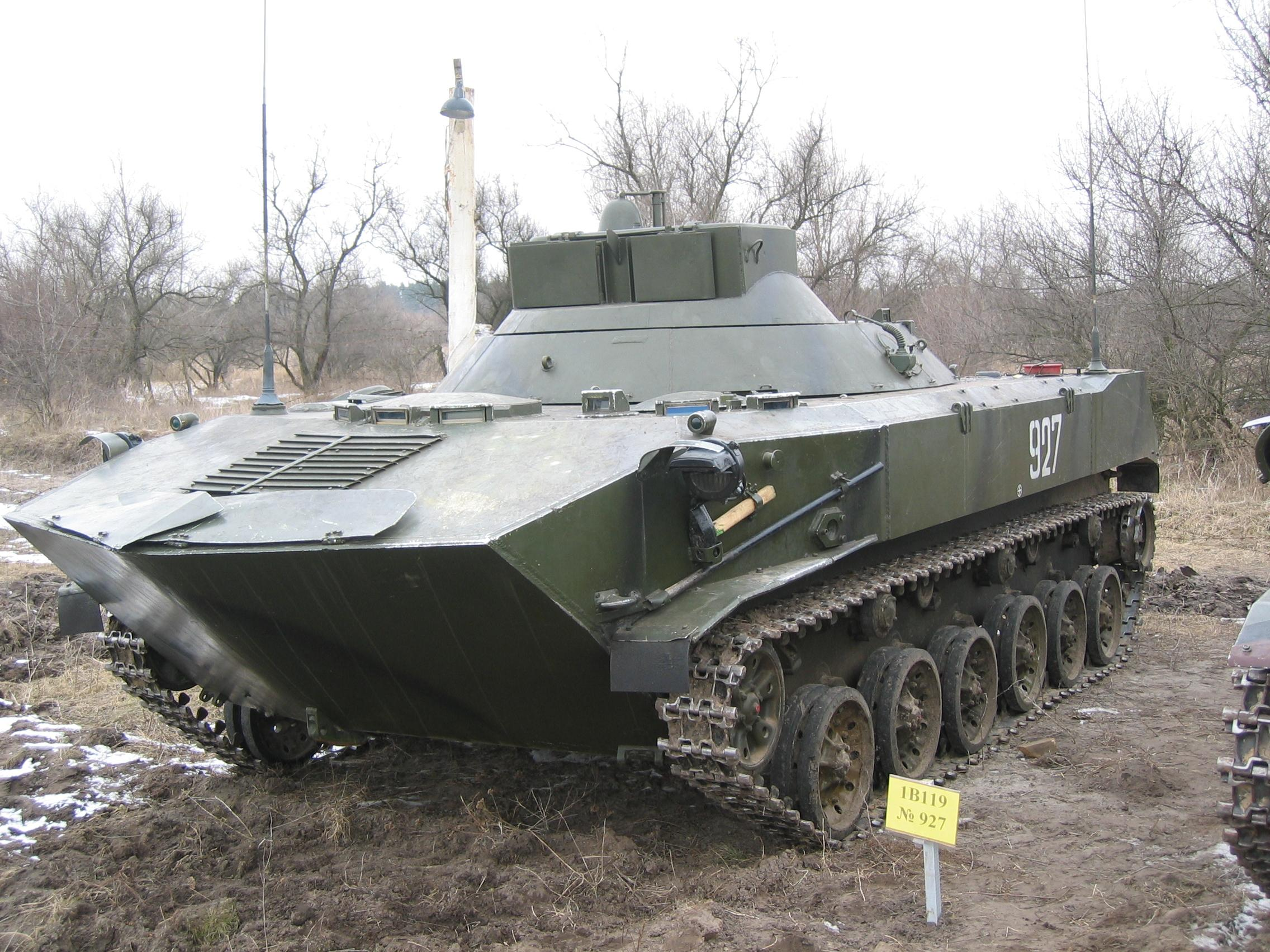
Радянська машина управління вогнем артилерії 1В119 «Реостат», створена на базі БМД-1 для повітряно-десантних військ. 25-а повітряно-десантна бригада. Україна

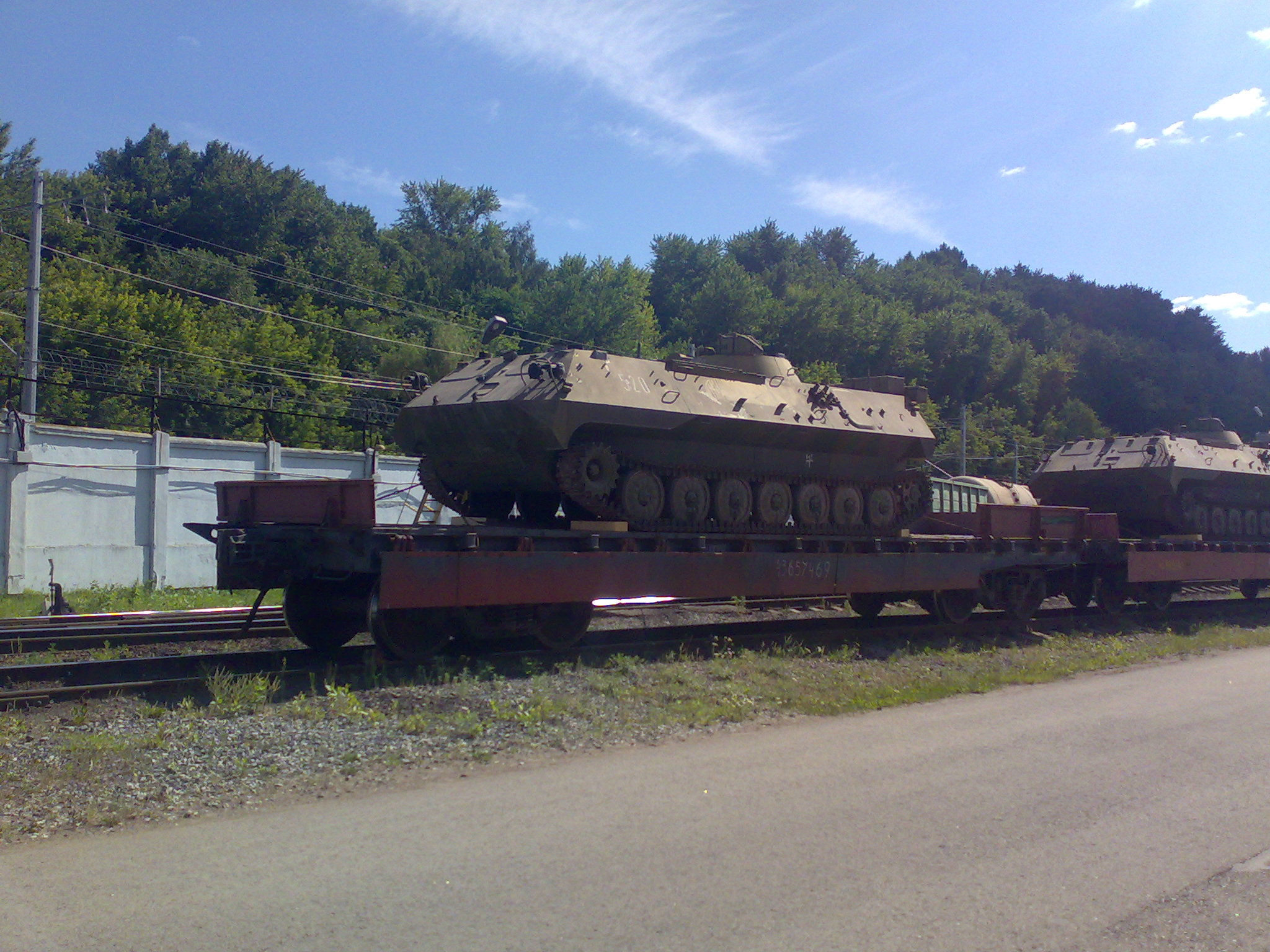
Машина командира батареї комплексу автоматизованих засобів управління вогнем самохідної артилерії 1В14 «Машина-С» на залізничній платформі. Росія

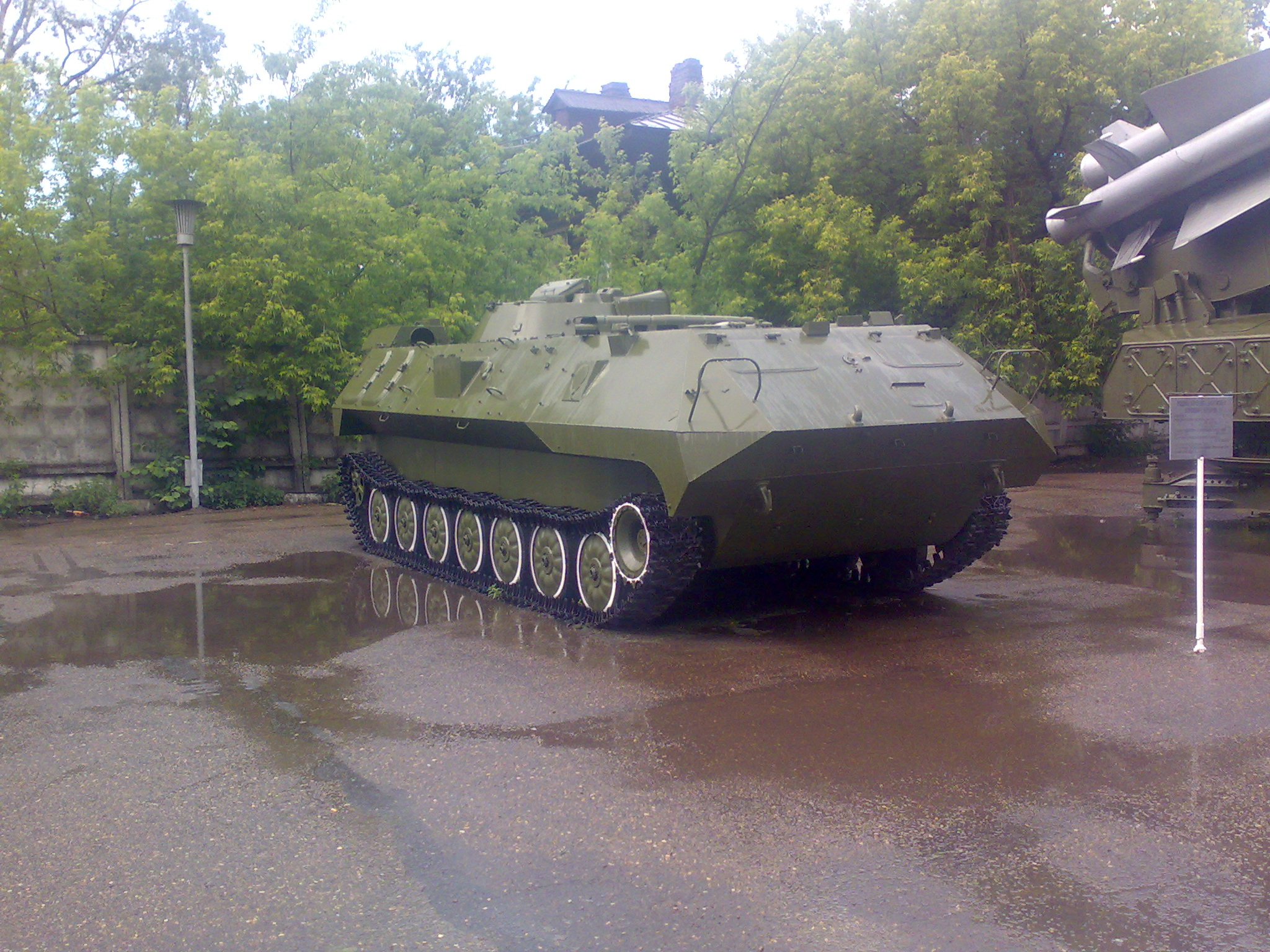
Машина управління вогнем артилерії 1В16. Перм. 2010

Машина управління вогнем артилерії (також Комплекс автоматизованого управління вогнем артилерії, Система управління вогнем артилерії тощо) — уніфікована командно-спостережна (командно-штабна) машина артилерії, що призначена для автоматизації процесу управління вогнем і бойовими діями артилерійських підрозділів. Як правило, машини управління вогнем артилерії використовуються зі штатними і обслуговуючими технічними засобами розвідки при плануванні, підготовці й у ході бою, в тому числі у складі різнорідних угруповань. Забезпечує управління артилерійськими засобами розвідки і взаємодію із загальновійськовими підрозділами.

## Призначення
Сучасна уніфікована машина управління вогнем артилерії забезпечує вирішення наступних завдань:
- Управління артилерійським дивізіоном (батареєю) на всіх етапах підготовки і ведення бойових дій ;
- Оброблення та відображення вхідних та вихідних даних, розпоряджень, команд, доповідей, донесень, результатів рішення задач та інформації, оброблюваних ПЕОМ;
- Передачу даних, зовнішню і внутрішню зв'язок по радіо- й дротовим каналам ;
- Автоматизоване ведення робочої карти та інших бойових документів;
- Приймання від обслуговуючих технічних засобів розвідки та обробку даних за цілями ;
- Спостереження за полем бою, ведення розвідки в денних і нічних умовах вбудованими та виносними оптико-електронними засобами;
- Орієнтування і топопрівязкі вогневих засобів;
- Визначення метеорологічних і балістичних умов стрільби;
- Водіння колон на марші і при переміщеннях.

Використання сучасних машин управління вогнем значно підвищує оперативність і стійкість управління артилерійськими підрозділами. КМН також допомагає посадовим особам оптимально приймати серйозні рішення.

## Деякі зразки машин управління вогнем артилерії
- машина управління вогнем артилерії 1В13
- машина управління вогнем артилерії 1В14
- машина управління вогнем артилерії 1В15
- машина управління вогнем артилерії 1В16
- машина управління вогнем артилерії 1В117
- машина управління вогнем артилерії 1В118
- машина управління вогнем артилерії 1В119 «Реостат»
- машина управління вогнем артилерії 1В21
- машина управління вогнем артилерії 1В22
- машина управління вогнем артилерії 1В23
- машина управління вогнем артилерії 1В24
- машина управління вогнем артилерії 1В25